# Regine Bendl
Regine Bendl (* 20. September 1963) ist eine österreichische Professorin für Betriebswirtschaftslehre und Geschlechterforschung und war von 2015 bis 2020 Leiterin des Instituts für Gender und Diversität in Organisationen an der Wirtschaftsuniversität Wien.

## Forschung und Lehre
Schwerpunkte ihrer Forschung und Lehre sind Gender und Diversität in Organisationen, Intersektionalitätsforschung und queere Perspektiven sowie Subtexte in Organisationstheorien.

## Publikationen
Als Herausgeberin
- 2012: Diversität und Diversitätsmanagement, UTB, ISBN 978-3825235192
- 2006: Betriebswirtschaftslehre und Frauen- und Geschlechterforschung, Verlag: Peter Lang, ISBN 978-3-631-51691-1
- 2004: Interdisziplinäres Gender- und Diversitätsmanagement: Einführung in Theorie und Praxis, Wien: Linde Internat, ISBN 978-3-7143-0016-1
- 1998: Im Aufbruch: betriebliche Frauenförderung in Österreich, Verlag: Lang, ISBN  	978-3-631-32226-0
- 1993: Die "andere" Hälfte der Wirtschaft: von den Chancen der Frauen im Wirtschaftsleben, Wien: Service-Fachverlag, ISBN 978-3-85428-245-7

Monografien
- 2005: Organization Theory – Integration and Deconstruction of Gender and Transformation of Organization Theory. Peter Lang Verlag, Frankfurt/Main-New York-Wien

- 1997: Chancengleichheit am Arbeitsplatz für Frauen – Integration in die strategische Unternehmensführung. Eine theoretische und empirische Analyse. Hampp Verlag, München-Mering.

Buchbeiträge (Auswahl)
- 2018: Bendl, Regine/Delmestri, Giuseppe/Kudelka: Vegaphobie: Ein Hindernis auf dem Weg zur Nachhaltigkeit. In: Luks, Fred (Hrsg.): Chancen und Grenzen der Nachhaltigkeitstransformation. Heidelberg: Springer, 201–229.

## Links
- Literatur von und über Regine Bendl im Katalog der Deutschen Nationalbibliothek